# Căsătorie în stil italian

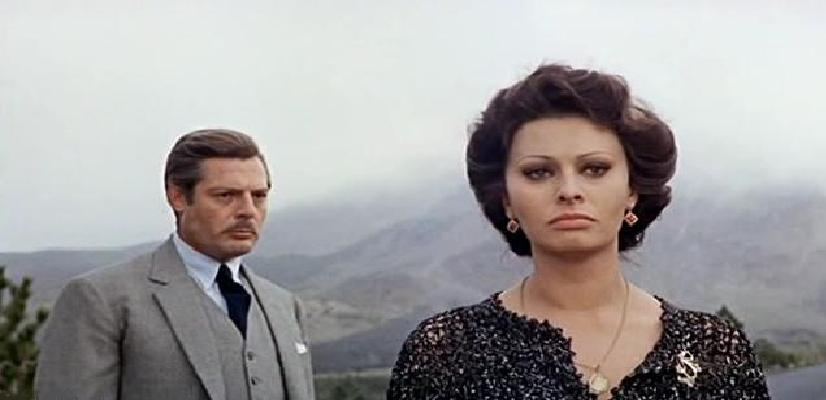
Marcello Mastroianni și Sophia Loren într-o scenă din film

Căsătorie în stil italian (titlul original: în italiană Matrimonio all'italiana) este un film de comedie dramatică sentimentală, realizat în 1964 de regizorul Vittorio De Sica, piesa de teatru Filumena Marturano de Eduardo De Filippo, protagoniști fiind actorii Sophia Loren, Marcello Mastroianni, Aldo Puglisi și Marilù Tolo.

## Rezumat
Când frumosul și plinul de succes Domenico o întâlnește pentru prima oară pe tânăra și atractiva Filomena la Napoli, în timpul celui de-al Doilea Război Mondial, pe loc se îndrăgostește de ea. Când după război cei doi se reîntâlnesc, se declanșează o aventură pasională care se întinde pe două decenii. Dar când Filomena, care acum a devenit partenera aleasă a lui Domenico și a născut în secret trei copii, află că iubitul ei plănuiește să se căsătorească cu alta, nu se oprește de la nimic pentru a-l determina să se căsătorească cu ea. Simulâd o nemiloasă boală incurabilă, Filumena obține binecuvântarea matrimonială pe care și-o dorea. După aceasta, îi dezvăluie mirelui că tocmai a devenit tatăl a trei copii, dintre care doar unul este al lui. Dar care din ei oare?

## Distribuție
- Sophia Loren – Filumena Marturano
- Marcello Mastroianni – Domenico Soriano
- Aldo Puglisi – Alfredo
- Tecla Scarano – Rosalia
- Marilù Tolo – Diana
- Enzo Aita – preotul
- Anna Santoro – croitoreasa
- Gianni Ridolfi – Umberto
- Generoso Cortini – Michele
- Vito Moricone – Riccardo
- Rita Piccione – Teresina
- Pia Lindström – casiera
- Raffaello Rossi Bussola – Nocella, avocatul
- Alberto Castaldi – doctorul

## Aprecieri
„ Adaptare cinematografică a „Filumenei Marturano” de Eduardo de Filippo, replică ironic-zâmbitoare la „Nora” lui Ibsen. Inteligența regizorală a lui De Sica strălucește prin notații pitorești, iar Loren aduce nimbul vitalității și umorului propriu. ”—T. Caranfil , Dicționar universal de filme 

## Premii și nominalizări
- 1966 – Premiile Oscar
  - Nominalizare Cel mai bun film străin
  - Nominalizare Cea mai bună actriță lui Sophia Loren
- 1965 – David di Donatello
  - Cel mai bun regizor lui Vittorio De Sica
  - Cel mai bun producător lui Carlo Ponti
  - Cea mai bună actriță (rol principal) lui Sophia Loren
  - Cel mai bun actor (rol principal) lui Marcello Mastroianni
  - Nominalizare Cel mai bun film
- 1965 – Premiile Globul de Aur
  - Samuel Goldwyn International Award
  - Nominalizare Cel mai bun actor - Muzical sau Comedie lui Marcello Mastroianni
  - Nominalizare Cea mai bună actriță - Muzical sau Comedie lui Sophia Loren
- 1965 – Nastro d'argento
  - Cea mai bună actriță în rol secundar pentru Tecla Scarano
  - Nominalizare Cel mai bun producător lui Carlo Ponti
  - Nominalizare Cel mai bun actor lui Marcello Mastroianni
  - Nominalizare Cea mai bună actriță pentru Sophia Loren
  - Nominalizare Cea mai bună imagine lui Roberto Gerardi
- 1965 – Festivalul Internațional de Film de la Moscova
  - Cea mai bună actriță pentru Sophia Loren